# Eumecacris longivalva
Eumecacris longivalva är en insektsart som beskrevs av Marius Descamps 1984. Eumecacris longivalva ingår i släktet Eumecacris och familjen gräshoppor. Inga underarter finns listade i Catalogue of Life.